# Исполнительный комитет Волгоградского областного Совета народных депутатов
Волгогра́дский областно́й исполни́тельный комите́т — высший исполнительный орган государственной власти Волгоградской области (Сталинградского края и Сталинградской области) с 1934 года по 1991 год.

## История
10 января 1934 года в связи с разделением Нижне-Волжского края образованы два новых края: Саратовский и Сталинградский.
Сталинградский краевой исполнительный комитет существовал с 1934 по 1936 год
5 декабря 1936 года Сталинградский край преобразован в Сталинградскую область в связи с преобразованием Калмыцкой автономной области в Калмыцкую АССР и выделением её из состава Сталинградского края.
Сталинградский областной исполнительный комитет существовал с 1936 по 1961 год.
10 ноября 1961 года Сталинград переименован в Волгоград.
Волгоградский областной исполнительный комитет существовал с 1961 по 1991 год.
В 1963 году облисполком был разделён на промышленный облисполком и сельский облисполком. Такое деление упразднено уже в 1964 году.
Действовал до упразднения советской власти в августе 1991 года.

## Председатели
| N                                                                | Фотопортрет                                                    | Председатель                                                   | Годы жизни                                                     | Период руководства                                             | Примечание                                                                |
| Председатели Сталинградского краевого исполнительного комитета   | Председатели Сталинградского краевого исполнительного комитета | Председатели Сталинградского краевого исполнительного комитета | Председатели Сталинградского краевого исполнительного комитета | Председатели Сталинградского краевого исполнительного комитета | Председатели Сталинградского краевого исполнительного комитета            |
| ---------------------------------------------------------------- | -------------------------------------------------------------- | -------------------------------------------------------------- | -------------------------------------------------------------- | -------------------------------------------------------------- | ------------------------------------------------------------------------- |
| 1                                                                |                                                                | Анатолий Афанасьевич Озерянский                                | 1897—15 марта 1938                                             | 1934—1935                                                      |                                                                           |
| 2                                                                |                                                                | Степан Матвеевич Кузнецов                                      | 1891—15 января 1938                                            | 1935—1937                                                      | с 1936 — Председатель Сталинградского областного исполнительного комитета |
| Председатели Сталинградского областного исполнительного комитета |                                                                |                                                                |                                                                |                                                                |                                                                           |
| 3                                                                |                                                                | Родион Семёнович Семёнов                                       | 1891—август 1938                                               | 1937—1938                                                      |                                                                           |
| 4                                                                |                                                                | Иван Фёдорович Зименков                                        | 1899—1958                                                      | 1938—1947                                                      |                                                                           |
| 5                                                                |                                                                | Яков Васильевич Ларин                                          |                                                                | 1947?—1950                                                     |                                                                           |
| 6                                                                |                                                                | Иван Степанович Панькин                                        | родился в 1909                                                 | 1950—1961                                                      |                                                                           |
| Председатели Волгоградского областного исполнительного комитета  |                                                                |                                                                |                                                                |                                                                |                                                                           |
| 7                                                                |                                                                | Николай Иванович Чмутов                                        | 26 апреля 1907—25 октября 1982                                 | 1961—1964                                                      | промышленный облисполком                                                  |
| 8                                                                |                                                                | Леонид Сергеевич Куличенко                                     | 15 ноября 1913—22 мая 1990                                     | 1962—1965                                                      | сельский облисполком                                                      |
| 9                                                                |                                                                | Виктор Петрович Бородин                                        | родился 29 апреля 1924                                         | 1965—1972                                                      |                                                                           |
| 10                                                               |                                                                | Юрий Иванович Ломакин                                          | 17 мая 1928—29 января 2008                                     | 1972—1984                                                      |                                                                           |
| 11                                                               |                                                                | Альберт Николаевич Орлов                                       | 13 апреля 1938—6 августа 2021                                  | 1985—1990                                                      |                                                                           |
| 13                                                               |                                                                | Иван Петрович Шабунин                                          | 9 октября 1935—20 сентября 2006                                | 1990—1991                                                      |                                                                           |